# Silvermålla
Silvermålla (Atriplex rosea) är en amarantväxtart som beskrevs av Carl von Linné. Enligt Catalogue of Life ingår Silvermålla i släktet fetmållor och familjen amarantväxter, men enligt Dyntaxa är tillhörigheten istället släktet fetmållor och familjen amarantväxter. Enligt den svenska rödlistan är arten nationellt utdöd i Sverige. Arten förekommer tillfälligtvis i Nedre Norrland. Arten har tidigare förekommit i Götaland och Öland men är numera lokalt utdöd. Artens livsmiljö är stadsmiljö, havsstränder, jordbrukslandskap, brackvattenmiljöer. Inga underarter finns listade i Catalogue of Life.

## Bildgalleri

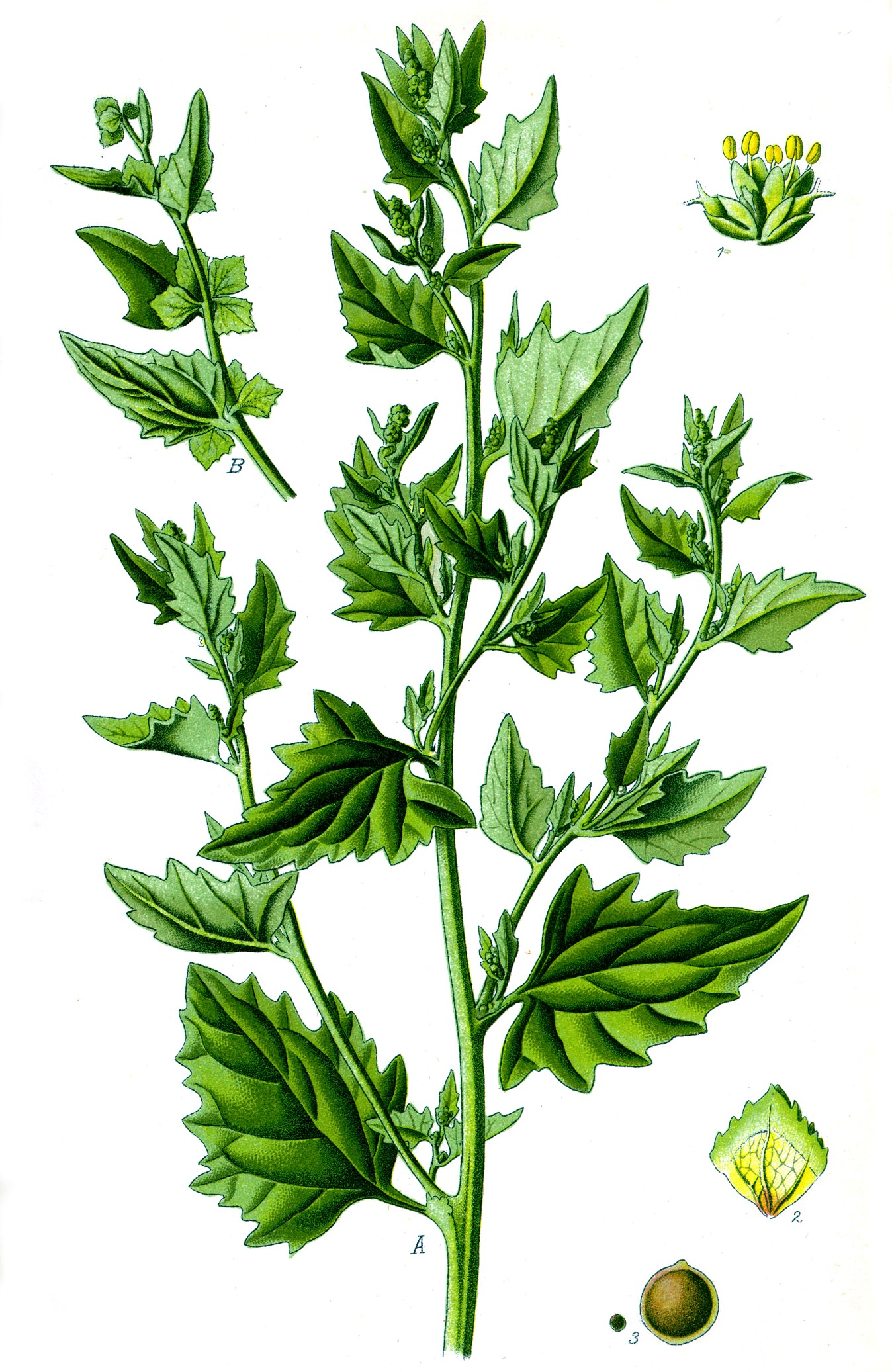
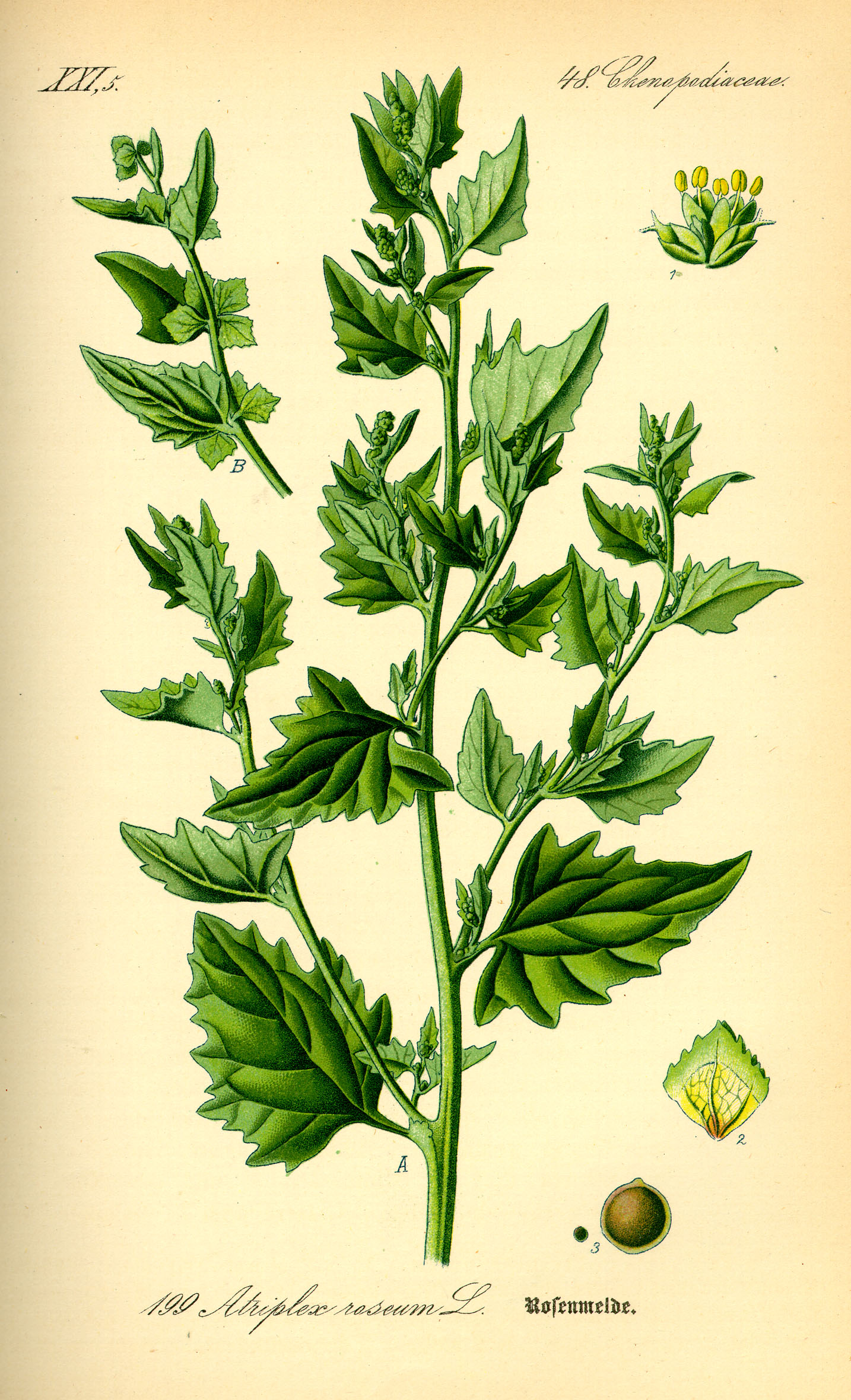